# توبي موريس (كاتب)
توبي موريس (بالإنجليزية: Toby Morris)‏ هو كاتب ورسام كارتون ورسام توضيحي نيوزلندي، ولد في 1980 في نيوزيلندا.

## وصلات خارجية
- الموقع الرسمي